# 27988 Menabrea
27988 Menabrea è un asteroide della fascia principale. Scoperto nel 1997, presenta un'orbita caratterizzata da un semiasse maggiore pari a 3,0451395 UA e da un'eccentricità di 0,2124275, inclinata di 7,49179° rispetto all'eclittica.
L'asteroide è dedicato all'ingegnere e statista italiano Luigi Federico Menabrea.